# 𱟛

관중 지역 뱡뱡면 (麵)의 " 자

𱟛 ( )은 조산지역 과 쓰촨분지에 퍼져 있는 세 개의 상동복자 한자 중 하나이고, 나머지 두 개는 와 이다. 유사한 구조의 한자는 𱟛(조산 지역을 제외하고) 10개 이상의 성과 시에 널리 퍼져 있다. ) 문자는 1916년 간행된 『 야수통십오음집 』에 수록되어 있고, 나머지는 사람들 사이에서만 전해져 내려올 뿐 전통 고전에는 적혀진 적이 없다.
이 한자의 모양은 관중 지역의 전통 국수 이름인 𰻞 𰻞면 ( 麵)의 「」자와도 꽤 비슷하고, 같은 부분도 많아 비교되는 경우가 많다.